# 17961 Mariagorodnitsky
17961 Mariagorodnitsky è un asteroide della fascia principale. Scoperto nel 1999, presenta un'orbita caratterizzata da un semiasse maggiore pari a 2,3373003 UA e da un'eccentricità di 0,1466707, inclinata di 7,12100° rispetto all'eclittica.